# 薬王園
薬王園（やくおうえん）は、吾妻郡中之条町にあった薬草・東洋医学をテーマとした農業公園。地元の農協「沢田農協」によって1996年（平成8）年5月オープン。温泉客・行楽客・薬草ファンなど集めた。設立・運営していた「沢田農協」が農協再編の吸収合併によって消滅したことで、2009年（平成21年）11月に営業を終了した。漢方薬局のみ経営独立し園内で営業を継続していた（2019年11月高崎に移転）。
跡地はJAから町に譲渡され、公園「花の駅 美野原」として無料開放していた。2016年より整備を進め、2021年4月17日からは有料施設「中之条ガーデンズ」としてリニューアルオープンしている。

## 概要
- 所在地：群馬県吾妻郡中之条町折田2411
- 開園：1996年（平成8年）5月
- キャッチフレーズ：「自然と健康の郷」
- シンボル：神農・大国主
- 閉園：2009年（平成21年）11月

## 園内
園内は、4つのゾーンで構成されていた。
- 漢方・薬草ゾーン

薬草の展示や健康チェックができる薬王館や、漢方薬局 、薬膳レストランがある。
- ハーブゾーン

100種類以上のハーブの栽培展示、ハーブ製品の販売を行っている。
- 工芸体験村

陶芸や木工、草木染めが体験できる。
- 自然ゾーン

野草、山菜などが植えられている。遊歩道が整備されており、森林浴が楽しめる。